# Asadbek Rakhimzhonov
Asadbek Rakhimzhonov (Namangán, 17 de febrero de 2004) es un futbolista uzbeko que juega en la demarcación de centrocampista para el FK Bunyodkor Tashkent de la Super Liga de Uzbekistán.

## Selección nacional
Tras jugar en las categorías inferiores de la selección, finalmente hizo su debut con la selección absoluta de Uzbekistán el 27 de enero de 2025 contra Jordania en un partido amistoso que finalizó con un resultado de empate a cero.

### Participaciones en Juegos Olímpicos
| Copa                     | Sede    | Resultado      | Partidos | Goles |
| ------------------------ | ------- | -------------- | -------- | ----- |
| Juegos Olímpicos de 2024 | Francia | Fase de grupos | 1        | 0     |

## Clubes
| Club                  | País       | Año       | Partidos | Goles |
| --------------------- | ---------- | --------- | -------- | ----- |
| FC Olympic Tashkent   | Uzbekistán | 2023-2024 | 34       | 1     |
| FK Bunyodkor Tashkent | Uzbekistán | 2024-act. | 12       | 0     |